# Karol Kurpanik
Karol Kurpanik, niem. Karl Kurpanik (ur. 22 marca 1909 we Frydenshucie, zm. 22 lutego 1946 w Katowicach) – zbrodniarz nazistowski, SS-Unterscharführer, członek załogi niemieckiego nazistowskiego obozu koncentracyjnego Auschwitz-Birkenau.

## Życiorys
Urodził się we Frydenshucie (późniejszym Nowym Bytomiu) jako syn Karola i Klary z domu Urbańska. Był żonaty z Niemką i miał dwójkę dzieci. W okresie II Rzeczypospolitej służył jako zawodowy sierżant w 75 Pułku Piechoty w Chorzowie, a po zwolnieniu się ze służby do marca 1940 pracował jako robotnik w hucie „Pokój”. Od marca do lipca 1940 służył w niemieckim wojsku, a po zwolnieniu z niego, w listopadzie 1940 wstąpił do SS, służąc w Goslarze, Brnie, Norwegii i Finlandii. Od 1 stycznia 1942 do stycznia 1945 należał do personelu obozu Auschwitz-Birkenau. Pełnił tu służbę w magazynie, gdzie składowano mienie zagrabione więźniom obozu, był Blockführerem, sprawował funkcję Rapportführera na odcinku obozu (BIIa) w Birkenau, na którym odbywała się kwarantanna nowo przybyłych więźniów oraz należał do obozowego Gestapo. W styczniu 1945 kierował jedną z kolumn ewakuacyjnych więźniów. Liczyła ona ok. 2500 osób. Następnie przeniesiono go na front, gdzie został ranny podczas nalotu alianckiego.
19 lipca 1945 został aresztowany w rodzinnym Nowym Bytomiu. 20 lutego 1946 został skazany przez polski Specjalny Sąd Karny w Katowicach na karę śmierci. Podczas procesu wykazano, iż w okrutny sposób znęcał się nad podległymi mu więźniami, szczególnie Żydami. Wielu podległych mu więźniów zamordował, nie oszczędzając nawet dzieci. Dawał swoim zachowaniem negatywny przykład innym esesmanom oraz więźniom funkcyjnym. Kurpanik brał udział zarówno w selekcjach na rampie w Birkenau, jak i w poszczególnych blokach obozowych. Uczestniczył również w marszu śmierci, jako oprawca. Wyrok wykonano przez powieszenie 22 lutego 1946 w katowickim więzieniu.